# SMS S 177
SMS S 177 – niemiecki niszczyciel z okresu I wojny światowej, druga jednostka typu S 176. Okręt zatonął na minie na Bałtyku 23 grudnia 1915 roku .